# Касаясь пустоты
«Касаясь пустоты» (англ. Touching the Void) — документальный фильм режиссёра Кевина Макдональда, снятый по одноимённой книге альпиниста Джо Симпсона.

## Сюжет
В 1985 году двое молодых британских альпинистов Джо Симпсон и Саймон Йейтс совершили первое восхождение в Перуанских Андах на вершину Сиула-Гранде. После успешного восхождения им, в условиях ухудшающейся погоды, предстоял трудный спуск, во время которого Джо сломал ногу. В течение продолжительного времени Саймон спускал своего травмированного партнёра вниз, страхуя его верёвкой. На одном из участков спуска Джо сорвался, Саймон остановил его падение, но Джо оказался за перегибом склона. В отсутствие слышимости, а также для спасения собственной жизни, Саймон, который также находился в критическом положении, спустя некоторое время решил обрезать соединявшую их страховочную верёвку. В результате Джо с большой высоты упал на ледник, а Саймон, спустившись к месту падения друга, после безуспешных поисков товарища, в итоге, решил что тот погиб, и спустился в базовый лагерь.
Джо, однако, остался жив — он упал в трещину в леднике, его падение самортизировал снежный мост. Тяжело травмированный, в итоге он смог из неё выбраться и самостоятельно спуститься вниз.
Фильм снят по воспоминаниям участников восхождения с художественной реставрацией происшедших событий. Реставрация восхождения с участием актеров была снята в Альпах. В фильме звучит мотет Spem in alium Томаса Таллиса, а также композиция «Brown Girl in the Ring» группы Boney M.

## В ролях
| Актёр         | Роль          |
| ------------- | ------------- |
| Брендан Макки | Джо Симпсон   |
| Николас Аарон | Саймон Йейтс  |
| Олли Райалл   | Ричард Хокинг |
| Джо Симпсон   | интервью      |
| Саймон Йейтс  | интервью      |
| Ричард Хокинг | интервью      |

## Кассовые сборы
Премьера фильма состоялась 23 января 2004 года и за первую неделю проката он собрал $ 131 377. За 20 недель фильм получил $ 4 593 598, а, в итоге, почти 14 млн долларов.

## Награды и номинации
- 2004 — премия BAFTA за лучший британский фильм (Джон Смитсон, Кевин Макдональд)
- 2004 — две Премии британского независимого кино за лучший документальный фильм и за лучшее техническое достижение (Майк Или), а также две номинации — за лучший британский независимый фильм и за лучшую режиссуру (Кевин Макдональд)
- 2004 — участие в основном конкурсе кинофестиваля в Мар-дель-Плата
- 2005 — номинация на премию «Спутник» за лучший документальный фильм